# 張寔 (前趙)
張 寔（ちょう しょく、生没年不詳）は、中国の五胡十六国時代の漢（後の前趙）の政治家である。昭武帝劉聡の母の張氏の弟である。

## 生涯
劉聡に仕え、鉅鹿郡太守に任じられた。任地において治安を正し、大いに威勢を強めると、道端に落ちている物を拾う者は誰もいなくなった。後に、輔漢将軍に移った。
312年3月、娘の張徽光と張麗光が、共に張皇太后に召されて後宮に入り、貴人に封じられた。
同年12月、劉聡が張徽光を皇后に立てると、張寔は左光禄大夫に任じられた。さらに、劉聡より司徒・太保に進められたが、涙を流して固辞した。
生涯富貴を願う事は無く、自身は痩せこけた馬に乗り、妻はぼろぼろの車に乗って過ごしたという。